# Cracktro
Cracktro, inaczej "Crack intro", to pewnego rodzaju intro, będące dodatkiem do cracka. Jest to przeważnie mały wstęp, dodany, by poinformować korzystającego z danego oprogramowania o grupie crackerskiej bądź indywidualnym crackerze, który zrealizował obejście/usunięcie zabezpieczeń.